# Dioszegia hungarica
Dioszegia hungarica är en svampart som beskrevs av Zsolt 1957. Dioszegia hungarica ingår i släktet Dioszegia och familjen Tremellaceae.   Inga underarter finns listade i Catalogue of Life.